# Snow World Züschen
Die Snow World Züschen, die seit 2021 Mein Homberg heißt, bei Züschen im nordrhein-westfälischen Hochsauerlandkreis ist ein Skigebiet im Rothaargebirge.

## Geographische Lage
Das Skigebiet befindet sich im Südosten des Hochsauerlandkreises nahe der Grenze zu Hessen im Rothaargebirge. Nur etwas südwestlich von Züschen bzw. nordöstlich der Ziegenhelle (815,9 m ü. NHN) liegt es im Bereich des Berges Radenstein (743,7 m) und dessen nordnordöstlichem Ausläufer, dem Homberg (643,3 m). Mit dem Auto erreichbar ist das Skigebiet über die Bundesstraße 236, die von Winterberg über Züschen nach Hallenberg führt, und über die von dieser abzweigende Landesstraße 721, die von Züschen nach Mollseifen verläuft.

## Beschreibung
Weil das Skigebiet mit seiner Talstation auf 620 m Höhe an den Nordhängen der zuvor genannten Berge angelegt wurde und daher die winterliche Sonneneinwirkung gering ausfällt, galt es als relativ schneesicher.
Das Gebiet besitzt sechs Skilifte und sieben Skipisten für Anfänger und Fortgeschrittene. Für den Skilanglauf existieren mehrere miteinander verbundenen Loipen, die zum Beispiel über die Ziegenhelle führen. Außerdem ist eine Rodelbahn mit Lift vorhanden. Im November 2021 sollte die schrittweise Sanierung des Skigebiets beginnen – in einem ersten Schritt sollte ein langes, zusätzliches Förderband für Kinder und Anfänger angeschafft werden.
Das Skigebiet besitzt drei Skihütten nahe der Parkplätze.
Im Sommer wird das Gelände von Joggern, Mountainbikern, Nordic Walkern, Wanderern und Gleitschirmfliegern genutzt.
Im Juli 2024 meldete die Betreibergesellschaft Insolvenz an.

## Weblink
- Mein Homberg